# Challenge mondial de course en montagne longue distance 2007
Navigation
2006 2008
Le Challenge mondial de course en montagne longue distance 2007 est une compétition de course en montagne qui s'est déroulée le 7 septembre 2007 à Interlaken en Suisse. C'est le marathon de la Jungfrau qui accueille les championnats. Il s'agit de la quatrième édition de l'épreuve.

## Résultats
Le Moldave Valeriu Vlas et le Russe Serguej Kaledine prennent une longueur d'avance en début de course mais se font rattraper par leurs adversaires dès les premières montées. Le multiple champion du monde Jonathan Wyatt prend alors les commandes, suivi par les Italiens Hermann Achmüller et Gerd Frick. Le Néo-Zélandais s'impose et devient le premier athlète à avoir remporté le titre de champion du monde course en montagne et course en montagne longue distance,.
La course féminine est tout d'abord menée par l'Anglaise Lizzy Hawker sur la partie plate. Dès les premières montées, la Norvégienne Anita Håkenstad Evertsen prend la tête de course et remporte la victoire avec plus de huit minutes d'avance sur les Russes Elina Kaledina et Jeanna Malkova.

### Individuel
| Rang               | Athlète           | Pays             | Temps           |
| ------------------ | ----------------- | ---------------- | --------------- |
| Médaille d'or      | Jonathan Wyatt    | Nouvelle-Zélande | 2 h 55 min 32 s |
| Médaille d'argent  | Hermann Achmüller | Italie           | 2 h 58 min 35 s |
| Médaille de bronze | Gerd Frick        | Italie           | 3 h 2 min 41 s  |
| 4                  | Ranulfo Sánchez   | Mexique          | 3 h 5 min 56 s  |
| 5                  | Galen Burrell     | États-Unis       | 3 h 11 min 5 s  |
| 6                  | Serguej Kaledine  | Russie           | 3 h 11 min 28 s |
| 7                  | Marc Lauenstein   | Suisse           | 3 h 13 min 41 s |
| 8                  | Zac Freudenburg   | États-Unis       | 3 h 14 min 58 s |
| 9                  | Sergiy Oksenyuk   | Ukraine          | 3 h 15 min 28 s |
| 10                 | Urs Jenzer        | Suisse           | 3 h 15 min 47 s |

| Rang               | Athlète                  | Pays       | Temps           |
| ------------------ | ------------------------ | ---------- | --------------- |
| Médaille d'or      | Anita Håkenstad Evertsen | Norvège    | 3 h 23 min 5 s  |
| Médaille d'argent  | Elina Kaledina           | Russie     | 3 h 31 min 16 s |
| Médaille de bronze | Jeanna Malkova           | Russie     | 3 h 36 min 43 s |
| 4                  | Anja Carlsohn            | Allemagne  | 3 h 36 min 59 s |
| 5                  | Claudia Landolt          | Suisse     | 3 h 37 min 58 s |
| 6                  | Elizabeth Hawker         | Angleterre | 3 h 40 min 0 s  |
| 7                  | Corinne Zeller           | Suisse     | 3 h 41 min 12 s |
| 8                  | Marie-Luce Romanens      | Suisse     | 3 h 42 min 51 s |
| 9                  | Britta Müller            | Allemagne  | 3 h 45 min 22 s |
| 10                 | Daniela Wyss             | Suisse     | 3 h 46 min 27 s |